# إيرفين ستوكس
إيرفين ستوكس (بالإنجليزية: Irvin Stokes)‏ هو عازف ساكسفون أمريكي، ولد في 11 نوفمبر 1926 في غرينزبورو في الولايات المتحدة.